# Einar Ahl
Karl Einar Ahl, född 3 januari 1890 i Hovmantorps församling, Kronobergs län, död 25 februari 1957 i Norrtälje, var en svensk järnarbetare, ombudsman och riksdagsledamot (socialdemokrat).
Ahl var ledamot av riksdagens andra kammare 1925–1935 för Stockholms läns valkrets. Han var även landstingsledamot från 1919.